# 巴加塞斯區
巴加塞斯區（西班牙語：Bagaces），是哥斯達黎加的一個區，位於該國西北部瓜納卡斯特省，處於利韋里亞西南面22公里，面積184.54平方公里，2010年人口6,569，人口密度每平方公里35.6人。